# Melanargia yunnana
Melanargia yunnana är en fjärilsart som beskrevs av Charles Oberthür 1891. Melanargia yunnana ingår i släktet Melanargia och familjen praktfjärilar. Inga underarter finns listade i Catalogue of Life.